# Кайстарниеми
Кайстарниеми (фин. Kaistarniemi, швед.  Kaistarudden) — один из районов города Турку, входящий в территориальный округ Хирвенсало-Какскерта.

## Географическое положение
Район расположен в восточной прибрежной части острова Хирвенсало, выходя к Архипелаговому морю.

## Население
Район относится к малозаселённым. В 2004 году численность населения составляла 630 человек, из которых дети моложе 15 лет — 26,03 %, а старше 65 лет — 12,22 %. Финским языком в качестве родного владели 87,62 %, шведским — 9,68 %, другими — 2,70 % населения района.